# セヴァーン組曲
『セヴァーン組曲』または『セヴァーン川組曲』（The Severn Suite）作品87は、エドワード・エルガーが晩年の1930年に作曲したブラス・バンドのための作品。オーケストラ用にも編曲された。ジョージ・バーナード・ショーに献呈されている。セヴァーン川とは、ウェールズからエルガーの故郷であるイングランド西部にかけてを流れる、イギリス最長の川である。

## 概要
クリスタル・パレスで行われたナショナル・ブラス・バンド・チャンピオンシップの課題曲として委嘱され作曲された。習作時代に書き留めていた主題を用いて作曲されており、1870年代に作曲した木管五重奏のための小品も転用されている。なお、エルガーが書いたのはピアノ・スコアまでで、ブラス・バンドのためのスコアはヘンリー・ギール（Henry Geehl）によって完成された。このブラス・バンド版は1930年9月にクリスタル・パレスで初演された。
その後エルガーは、この作品を自らオーケストラのために編曲した。この編曲でブラス・バンド版の変ロ長調からピアノ・スコアどおりのハ長調に変更された。このオーケストラ版は1933年にウスター音楽祭でエルガー自身の指揮によって公的な初演が行われたが、前年の1932年3月にエルガーの指揮でレコーディングされている。
ピアノ・スコアは長く行方不明となっていたが、1980年に発見された。また、1995年にはエルガーの自筆によるブラス・バンド版のフル・スコアも世に出ることになった。

## 楽器編成
ブラスバンド版
「英国式ブラスバンド」を参照
管弦楽版
ピッコロ、フルート2、オーボエ2、コーラングレ、B♭クラリネット2、バス・クラリネット、バスーン2、コントラバスーン、Fホルン4、B♭トランペット3、トロンボーン3、チューバ、ティンパニ、打楽器（サイドドラム、シンバル、バスドラム）、弦五部

## 曲の構成
全曲で約20分である。各曲の標題はオーケストラ編曲の際につけられた。エルガーは1929年から故郷の近くの都市ウスターに移り住んでいたが、これらの標題はウスターの建築物や歴史にちなんでいる。
1. ウスター城（序奏） Worcester Castle (Introduction)
2. 槍試合（トッカータ） Tournament (Toccata)
3. 大聖堂（フーガ） The Cathedral (Fugue)
4. 騎士領にて（メヌエット） In the Commandery (Menuet)
5. 終曲 Coda

## 編曲
オリジナルのブラス・バンド版とオーケストラ版の他に、次の編曲がある。
- 吹奏楽 - ヘンリー・ギールが1931年に編曲したもの、およびアルフレッド・リードが1981年に2つのオリジナル版を基に編曲したものがある。
- オルガン - エルガーの存命中に友人アイヴァー・アトキンズが編曲し、「オルガン・ソナタ第2番」と名付けた。